# Liste de fromages luxembourgeois
Les fromages luxembourgeois sont fabriqués avec du lait de vache, de brebis ou de chèvre.  

## Exemples
Le Kachkéis, à pâte fondue est similaire à la cancoillotte.
Parmi les fromages à pâte pressée, il existe le Berdorfer Kéis (lb). 
Le Berdorfer Käse original est fabriqué uniquement avec du lait de la ferme près de Berdorf, ville à l'Est du pays.
On trouve aussi le Roude Bouf produit également à croûte lavée.